# José Bustamante y Rivero
José Luis Bustamante y Rivero (född 15 januari 1894, död 11 januari 1989) var en peruansk advokat, författare, politiker och diplomat. Han var Perus president mellan 1945 och 1948, när han avsattes av en militärkupp ledd av Manuel Odría, och den internationella domstolen i Haags president från 1967 till 1969.